# South Scotland
| South Scotland |
| --- |
| South Scotland |
| Gebildet |
| 1999 |
| Regionen |
| East Ayrshire (Teile) East Lothian (Teile) Dumfries and Galloway Midlothian (Teile) North Ayrshire (Teile, bis 2011) Scottish Borders South Ayrshire South Lanarkshire (Teile) |
| Sitze |
| Scottish National Party: 7 Conservative Party: 6 Labour Party: 3 |

South Scotland ist eine der acht schottischen Wahlregionen zur Wahl des Schottischen Parlaments. Sie wurde auf Grundlage des Scotland Act von 1998 unter Bezeichnung South of Scotland geschaffen. Im Zuge der Revision der Wahlregionen im Jahre 2011 fand eine Umbenennung in South Scotland statt und der Region wurden kleine Gebiete unter anderem der Council Area Midlothian zugeschlagen. Hingegen gingen die Gebiete der Council Area North Ayrshire an die Wahlregion West Scotland. South Scotland umfasst den Süden Schottlands mit den Städten Ayr, Cumnock, Dumfries, Galashiels, Hawick, Kilmarnock, Prestwick und Troon. Als South of Scotland fielen auch die Städte Irvine und Stevenston in diese Wahlregion. Die ersten Wahlen fanden im Rahmen der Parlamentswahl vom 6. Mai 1999 statt.
An die Region South Scotland grenzen von West nach Ost die Regionen: West Scotland, Central Scotland und Lothian.

## Geographische Aufteilung
Unter der Region South Scotland sind neun Wahlkreise aus den Council Areas East Ayrshire, East Lothian, Dumfries and Galloway, Midlothian, Scottish Borders, South Ayrshire und South Lanarkshire zusammengefasst. Ehemals enthaltene Gebiete der Council Area North Ayrshire wurde im Zuge der Revision der Wahlkreise der Wahlregion West of Scotland zugeschlagen. Die Wahlkreise entsprachen bezüglich Benennung und Zuschnitt den Wahlkreisen zum Britischen Parlament. Jeder Wahlkreise stellt einen nach dem Mehrheitswahlrecht bestimmten Repräsentanten. Außerdem werden sieben Additional Members gewählt.

### 1999–2011
| Wahlkreis | Karte             | Region            |
| --- | ----------------- | ----------------- |
| 1. Ayr 2. Carrick, Cumnock and Doon Valley 3. Clydesdale 4. Cunninghame South 5. Dumfries 6. East Lothian 7. Galloway and Upper Nithsdale 8. Roxburgh and Berwickshire 9. Tweeddale, Ettrick and Lauderdale | South of Scotland | South of Scotland |

### 2011–
| Wahlkreis | Karte          | Region         |
| --- | -------------- | -------------- |
| 1. Ayr 2. Carrick, Cumnock and Doon Valley 3. Clydesdale 4. Dumfriesshire 5. East Lothian 6. Ettrick, Roxburgh and Berwickshire 7. Galloway and West Dumfries 8. Kilmarnock and Irvine Valley 9. Midlothian South, Tweeddale and Lauderdale | South Scotland | South Scotland |

## Wahlergebnisse

### Parlamentswahl 1999
| Ergebnisse der Parlamentswahl 1999 | Ergebnisse der Parlamentswahl 1999 | Ergebnisse der Parlamentswahl 1999 | Ergebnisse der Parlamentswahl 1999 | Ergebnisse der Parlamentswahl 1999 |
| Partei                             | Stimmen                            | %                                  | Sitze                              | Add. Member                        |
| ---------------------------------- | ---------------------------------- | ---------------------------------- | ---------------------------------- | ---------------------------------- |
| Labour Party                       | 99.836                             | 31,0                               | 6                                  | 0                                  |
| Scottish National Party            | 80.059                             | 25,1                               | 1                                  | 3                                  |
| Conservative Party                 | 68.904                             | 21,6                               | 0                                  | 4                                  |
| Liberal Democrats                  | 38.157                             | 12,0                               | 2                                  | 0                                  |
| Socialist Labour Party             | 13.887                             | 4,4                                | 0                                  | 0                                  |
| Scottish Green                     | 9467                               | 3,0                                | 0                                  | 0                                  |
| Sonstige                           | 9039                               | 2,9                                | 0                                  | 0                                  |

| Mandate                           | Mandate             | Mandate           |
| Wahlkreis                         | Gewählt             | Partei            |
| --------------------------------- | ------------------- | ----------------- |
| Ayr                               | Ian Welsh           | Labour            |
| Carrick, Cumnock and Doon Valley  | Cathy Jamieson      | Labour            |
| Clydesdale                        | Karen Turnbull      | Labour            |
| Cunninghame South                 | Irene Oldfather     | Labour            |
| Dumfries                          | Elaine Murray       | Labour            |
| East Lothian                      | John Home Robertson | Labour            |
| Galloway and Upper Nithsdale      | Alasdair Morgan     | SNP               |
| Roxburgh and Berwickshire         | Euan Robson         | Liberal Democrats |
| Tweeddale, Ettrick and Lauderdale | Ian Jenkins         | Liberal Democrats |

| Additional Members | Additional Members                                   |
| Partei             | Name                                                 |
| ------------------ | ---------------------------------------------------- |
| Conservative       | Phil Gallie Alex Fergusson Murray Tosh David Mundell |
| SNP                | Michael Russell Adam Ingram Christine Creech         |

### Parlamentswahl 2003
| Ergebnisse der Parlamentswahl 2003 | Ergebnisse der Parlamentswahl 2003 | Ergebnisse der Parlamentswahl 2003 | Ergebnisse der Parlamentswahl 2003 | Ergebnisse der Parlamentswahl 2003 | Ergebnisse der Parlamentswahl 2003 | Ergebnisse der Parlamentswahl 2003 | Ergebnisse der Parlamentswahl 2003 |
| Partei                             | Stimmen                            | %                                  | ±                                  | Sitze                              | ±                                  | Add. Member                        | ±                                  |
| ---------------------------------- | ---------------------------------- | ---------------------------------- | ---------------------------------- | ---------------------------------- | ---------------------------------- | ---------------------------------- | ---------------------------------- |
| Labour Party                       | 78.955                             | 30,0                               | −1,0                               | 5                                  | −1                                 | 0                                  | 0                                  |
| Conservative Party                 | 63.824                             | 24,2                               | +2,6                               | 2                                  | +2                                 | 2                                  | −2                                 |
| Scottish National Party            | 48.371                             | 18,7                               | −6,7                               | 0                                  | −1                                 | 3                                  | 0                                  |
| Liberal Democrats                  | 27.026                             | 10,3                               | −1,7                               | 2                                  | 0                                  | 0                                  | 0                                  |
| Scottish Green Party               | 15.026                             | 5,7                                | +2,7                               | 0                                  | 0                                  | 1                                  | +1                                 |
| Socialist                          | 14.228                             | 5,4                                | +4,4                               | 0                                  | 0                                  | 1                                  | +1                                 |
| Scottish Pensioners                | 9082                               | 3,4                                | +3,4                               | 0                                  | 0                                  | 0                                  | 0                                  |
| Sonstige                           | 6734                               | 2,3                                | −0,6                               | 0                                  | 0                                  | 0                                  | 0                                  |

| Mandate                           | Mandate             | Mandate           |
| Wahlkreis                         | Gewählt             | Partei            |
| --------------------------------- | ------------------- | ----------------- |
| Ayr                               | John Scott          | Conservative      |
| Carrick, Cumnock and Doon Valley  | Cathy Jamieson      | Labour            |
| Clydesdale                        | Karen Gillon        | Labour            |
| Cunninghame South                 | Irene Oldfather     | Labour            |
| Dumfries                          | Elaine Murray       | Labour            |
| East Lothian                      | John Home Robertson | Labour            |
| Galloway and Upper Nithsdale      | Alex Fergusson      | Conservative      |
| Roxburgh and Berwickshire         | Euan Robson         | Liberal Democrats |
| Tweeddale, Ettrick and Lauderdale | Jeremy Purvis       | Liberal Democrats |

| Additional Members | Additional Members                            |
| Partei             | Name                                          |
| ------------------ | --------------------------------------------- |
| SNP                | Christine Grahame Adam Ingram Alasdair Morgan |
| Conservative       | Phil Gallie David Mundell                     |
| Scottish Green     | Chris Ballance                                |
| Socialist          | Rosemary Byrne                                |

### Parlamentswahl 2007
| Ergebnisse der Parlamentswahl 2007 | Ergebnisse der Parlamentswahl 2007 | Ergebnisse der Parlamentswahl 2007 | Ergebnisse der Parlamentswahl 2007 | Ergebnisse der Parlamentswahl 2007 | Ergebnisse der Parlamentswahl 2007 | Ergebnisse der Parlamentswahl 2007 | Ergebnisse der Parlamentswahl 2007 |
| Partei                             | Stimmen                            | %                                  | ±                                  | Sitze                              | ±                                  | Add. Member                        | ±                                  |
| ---------------------------------- | ---------------------------------- | ---------------------------------- | ---------------------------------- | ---------------------------------- | ---------------------------------- | ---------------------------------- | ---------------------------------- |
| Labour Party                       | 79.762                             | 28,8                               | −1,2                               | 5                                  | 0                                  | 0                                  | 0                                  |
| Scottish National Party            | 77.053                             | 27,8                               | +9,4                               | 0                                  | 0                                  | 5                                  | +2                                 |
| Conservative Party                 | 62.475                             | 22,6                               | −1,6                               | 3                                  | +1                                 | 1                                  | −1                                 |
| Liberal Democrats                  | 28.040                             | 10,1                               | −0,2                               | 1                                  | −1                                 | 1                                  | +1                                 |
| Scottish Green Party               | 9254                               | 3,3                                | −2,4                               | 0                                  | 0                                  | 0                                  | −1                                 |
| Scottish Senior Citizens           | 5335                               | 1,9                                | +1,9                               | 0                                  | 0                                  | 0                                  | 0                                  |
| Sonstige                           | 14.991                             | 5,5                                | +3,2                               | 0                                  | 0                                  | 0                                  | 0                                  |

| Mandate                           | Mandate         | Mandate           |
| Wahlkreis                         | Gewählt         | Partei            |
| --------------------------------- | --------------- | ----------------- |
| Ayr                               | John Scott      | Conservative      |
| Carrick, Cumnock and Doon Valley  | Cathy Jamieson  | Labour            |
| Clydesdale                        | Karen Gillon    | Labour            |
| Cunninghame South                 | Irene Oldfather | Labour            |
| Dumfries                          | Elaine Murray   | Labour            |
| East Lothian                      | Iain Gray       | Labour            |
| Galloway and Upper Nithsdale      | Alex Fergusson  | Conservative      |
| Roxburgh and Berwickshire         | John Lamont     | Conservative      |
| Tweeddale, Ettrick and Lauderdale | Jeremy Purvis   | Liberal Democrats |

| Additional Members | Additional Members                                                            |
| Partei             | Name                                                                          |
| ------------------ | ----------------------------------------------------------------------------- |
| SNP                | Aileen Campbell Christine Grahame Adam Ingram Alasdair Morgan Michael Russell |
| Conservative       | Derek Brownlee                                                                |
| Liberal Democrats  | Jim Hume                                                                      |

### Parlamentswahl 2011
| Ergebnisse der Parlamentswahl 2011 | Ergebnisse der Parlamentswahl 2011 | Ergebnisse der Parlamentswahl 2011 | Ergebnisse der Parlamentswahl 2011 | Ergebnisse der Parlamentswahl 2011 | Ergebnisse der Parlamentswahl 2011 | Ergebnisse der Parlamentswahl 2011 | Ergebnisse der Parlamentswahl 2011 |
| Partei                             | Stimmen                            | %                                  | ±                                  | Sitze                              | ±                                  | Add. Member                        | ±                                  |
| ---------------------------------- | ---------------------------------- | ---------------------------------- | ---------------------------------- | ---------------------------------- | ---------------------------------- | ---------------------------------- | ---------------------------------- |
| Scottish National Party            | 114.270                            | 41,0                               | +12,2                              | 4                                  | +4                                 | 4                                  | −1                                 |
| Labour Party                       | 70.596                             | 25,3                               | −3,5                               | 2                                  | −3                                 | 2                                  | +2                                 |
| Conservative Party                 | 54.352                             | 19,5                               | −3,1                               | 3                                  | 0                                  | 0                                  | −1                                 |
| Liberal Democrats                  | 15.096                             | 5,4                                | −4,7                               | 0                                  | −1                                 | 1                                  | 0                                  |
| Scottish Green Party               | 8656                               | 3,1                                | −0,2                               | 0                                  | 0                                  | 0                                  | 0                                  |
| Scottish Senior Citizens           | 4418                               | 1,6                                | −0,3                               | 0                                  | 0                                  | 0                                  | 0                                  |
| Sonstige                           | 11.700                             | 4,1                                | −1,4                               | 0                                  | 0                                  | 0                                  | 0                                  |

| Mandate                                    | Mandate           | Mandate      |
| Wahlkreis                                  | Gewählt           | Partei       |
| ------------------------------------------ | ----------------- | ------------ |
| Ayr                                        | John Scott        | Conservative |
| Carrick, Cumnock and Doon Valley           | Adam Ingram       | SNP          |
| Clydesdale                                 | Aileen Campbell   | SNP          |
| Dumfriesshire                              | Elaine Murray     | Labour       |
| East Lothian                               | Iain Gray         | Labour       |
| Ettrick, Roxburgh and Berwickshire         | John Lamont       | Conservative |
| Galloway and West Dumfries                 | Alex Fergusson    | Conservative |
| Kilmarnock and Irvine Valley               | Willie Coffey     | SNP          |
| Midlothian South, Tweeddale and Lauderdale | Christine Grahame | SNP          |

| Additional Members | Additional Members                                      |
| Partei             | Name                                                    |
| ------------------ | ------------------------------------------------------- |
| SNP                | Chic Brodie Joan McAlpine Aileen McLeod Paul Wheelhouse |
| Labour             | Claudia Beamish Graeme Pearson                          |
| Liberal Democrats  | Jim Hume                                                |

### Parlamentswahl 2016
| Ergebnisse der Parlamentswahl 2016        | Ergebnisse der Parlamentswahl 2016 | Ergebnisse der Parlamentswahl 2016 | Ergebnisse der Parlamentswahl 2016 | Ergebnisse der Parlamentswahl 2016 | Ergebnisse der Parlamentswahl 2016 | Ergebnisse der Parlamentswahl 2016 | Ergebnisse der Parlamentswahl 2016 |
| Partei                                    | Stimmen                            | %                                  | ±                                  | Sitze                              | ±                                  | Add. Member                        | ±                                  |
| ----------------------------------------- | ---------------------------------- | ---------------------------------- | ---------------------------------- | ---------------------------------- | ---------------------------------- | ---------------------------------- | ---------------------------------- |
| Scottish National Party                   | 120.217                            | 38,3                               | −2,7                               | 4                                  | 0                                  | 3                                  | −1                                 |
| Conservative Party                        | 100.753                            | 32,1                               | +12,6                              | 4                                  | +1                                 | 2                                  | +2                                 |
| Labour Party                              | 56.072                             | 17,8                               | −7,5                               | 1                                  | −1                                 | 2                                  | 0                                  |
| Scottish Green Party                      | 14.773                             | 4,7                                | +1,6                               | 0                                  | 0                                  | 0                                  | 0                                  |
| Liberal Democrats                         | 11.775                             | 3,7                                | −1,7                               | 0                                  | 0                                  | 0                                  | −1                                 |
| Clydesdale and South Scotland Independent | 1485                               | 0,5                                | +0,5                               | 0                                  | 0                                  | 0                                  | 0                                  |
| Solidarity                                | 1294                               | 0,4                                | +0,1                               | 0                                  | 0                                  | 0                                  | 0                                  |
| RISE                                      | 1097                               | 0,3                                | +0,3                               | 0                                  | 0                                  | 0                                  | 0                                  |

| Mandate                                    | Mandate           | Mandate      |
| Wahlkreis                                  | Gewählt           | Partei       |
| ------------------------------------------ | ----------------- | ------------ |
| Ayr                                        | John Scott        | Conservative |
| Carrick, Cumnock and Doon Valley           | Jeane Freeman     | SNP          |
| Clydesdale                                 | Aileen Campbell   | SNP          |
| Dumfriesshire                              | Oliver Mundell    | Conservative |
| East Lothian                               | Iain Gray         | Labour       |
| Ettrick, Roxburgh and Berwickshire         | John Lamont       | Conservative |
| Galloway and West Dumfries                 | Finlay Carson     | Conservative |
| Kilmarnock and Irvine Valley               | Willie Coffey     | SNP          |
| Midlothian South, Tweeddale and Lauderdale | Christine Grahame | SNP          |

| Additional Members | Additional Members                        |
| Partei             | Name                                      |
| ------------------ | ----------------------------------------- |
| SNP                | Emma Harper Joan McAlpine Paul Wheelhouse |
| Conservative       | Rachael Hamilton Brian Whittle            |
| Labour             | Claudia Beamish Colin Smyth               |